# Colombo (Familienname)
Colombo (u. a. von lateinisch columba ‚Taube‘) ist ein italienischer Familienname.

## Namensträger
- Adalgisa Colombo (1940–2013), brasilianische Schönheitskönigin
- Adrián Colombo (* 1974), uruguayischer Fußballspieler und -trainer
- Alberto Colombo (Komponist) (1888–1954), US-amerikanischer Dirigent und Filmkomponist
- Alberto Colombo (Rennfahrer) (1946–2024), italienischer Automobilrennfahrer
- Alberto Colombo (Schachspieler) (* 1952), italienischer Schachspieler
- Aldo Colombo, italienischer Filmproduzent
- Andrea Colombo (Leichtathlet) (* 1974), italienischer Leichtathlet
- Andrea Colombo (Schiedsrichter) (* 1990), italienischer Fußballschiedsrichter
- Angelo Colombo (* 1961), italienischer Fußballspieler und -trainer
- Bernardo Colombo (1919–2012), italienischer Demograf
- Camila Colombo (* 1990), uruguayische Schachspielerin
- Caroline Colombo (* 1996), französische Biathletin
- Cesare Colombo (1889–1945), italienischer Tennisspieler
- Claude Colombo (* 1960), französischer Fußballschiedsrichter
- Corrado Colombo (Produzent), italienischer Filmproduzent
- Corrado Colombo (Regisseur) (* 1956), italienischer Regisseur
- Corrado Colombo (Fußballspieler) (* 1979), italienischer Fußballspieler
- Cristoforo Colombo (1451–1506), italienischer Seefahrer und Entdecker, siehe Christoph Kolumbus
- Emilio Colombo (1920–2013), italienischer Politiker und Diplomat
- Emilio Colombo (Journalist), italienischer Journalist und Radsportmanager, ein Namensgeber der Challenge Desgrange-Colombo
- Eugenio Colombo (* 1953), italienischer Jazzmusiker
- Felipe Colombo (* 1983), mexikanischer Schauspieler und Musiker
- Filippo Colombo (* 1997), Schweizer Mountainbiker
- Fernanda Colombo (* 1991), brasilianische Fußballschiedsrichterin
- Fernando Carreño Colombo, (* 1979), uruguayischer Fußballspieler, siehe Fernando Carreño
- Gabriele Colombo (* 1972), italienischer Radrennfahrer
- Giada Colombo (* 1992), italienische Ruderin
- Gianni Colombo (1937–1993), italienischer Künstler
- Gioacchino Colombo (1903–1987), italienischer Konstrukteur von Automobilmotoren
- Giovanni Colombo (1902–1992), italienischer Erzbischof
- Giovanni Battista Innocenzo Colombo (1717–1801), Schweizer Kirchenmaler
- Giuseppe Colombo (Politiker) (1836–1921), italienischer Politiker und Elektroingenieur
- Giuseppe Colombo (Raumfahrtingenieur) (1920–1984), italienischer Ingenieur und Mathematiker
- Giuseppe Colombo (Theologe) (1923–2005), italienischer Theologe
- Giuseppe Colombo (Produzent), italienischer Schauspieler und Filmproduzent
- Illuminato Colombo († 1957), römisch-katholischer Ordensgeistlicher und Apostolischer Präfekt von Misurata
- Joe Colombo (1930–1971), italienischer Designer
- Joseph Colombo (1914–1978), US-amerikanischer Mafiaboss
- Jürgen Colombo (* 1949), deutscher Radrennfahrer
- Laurent del Colombo (* 1959), französischer Judoka
- Lorenzo Colombo (Rennfahrer) (* 2000), italienischer Automobilrennfahrer
- Lorenzo Colombo (Fußballspieler) (* 2002), italienischer Fußballspieler
- Lou Colombo (1927–2012), US-amerikanischer Jazzmusiker
- Luca Colombo (* 1969), italienischer Radrennfahrer
- Luigi Colombo, italienischer Radrennfahrer
- Marcelo Daniel Colombo (* 1961), argentinischer Bischof
- Maria Colombo (* 1989), italienische Mathematikerin
- Massimo Colombo (* 1961), italienischer Jazzmusiker und Komponist
- Matteo Realdo Colombo, siehe Realdo Colombo
- Maurizio Colombo (* 1963), italienischer Radrennfahrer
- Pietro Salvatore Colombo (1922–1989), Bischof von Mogadischu
- Realdo Colombo (um 1516–1559), italienischer Anatom
- Roberto Colombo (Rennfahrer) (1927–1957), italienischer Motorradrennfahrer
- Roberto Colombo (Musiker) (* 1951), italienischer Musiker
- Roberto Colombo (Neurobiologe) (* 1953), italienischer Neurobiologe und Genetiker
- Roberto Colombo (Fußballspieler) (* 1975), italienischer Fußballspieler
- Scipio Colombo (1910–2002), italienischer Bariton
- Sérgio Aparecido Colombo (* 1954), brasilianischer Geistlicher, Bischof von Bragança Paulista
- Simone Colombo (* 1963), italienischer Tennisspieler
- Ugo Colombo (1940–2019), italienischer Radrennfahrer
- Umberto Colombo (Leichtathlet) (1880–??), italienischer Leichtathlet
- Umberto Colombo (Chemiker) (1927–2006), italienischer Chemiker und Politiker
- Umberto Colombo (Fußballspieler) (1933–2021), italienischer Fußballspieler
- Virginio Colombo (1884–1927), italienischer Architekt
- Vittorino Colombo (1925–1996), italienischer Politiker der Democrazia Cristiana (DC)